# Haanja kommun
Haanja kommun (estniska: Haanja vald) är en kommun i Estland.   Den ligger i landskapet Võrumaa, i den sydöstra delen av landet, 240 km sydost om huvudstaden Tallinn. Byn Haanja utgör kommunens centralort.
Kommunen gränsar till Rõuge kommun i väster, Võru kommun i norr, Vastseliina  och Misso kommuner i öster samt Lettland i söder.

## Geografi
Berget Suur Munamägi som är Estlands såväl som hela Baltikums högsta punkt med en höjd på 317,2 meter över havet, ligger i den södra delen av byn Haanja, kommunens centralort.

### Karta

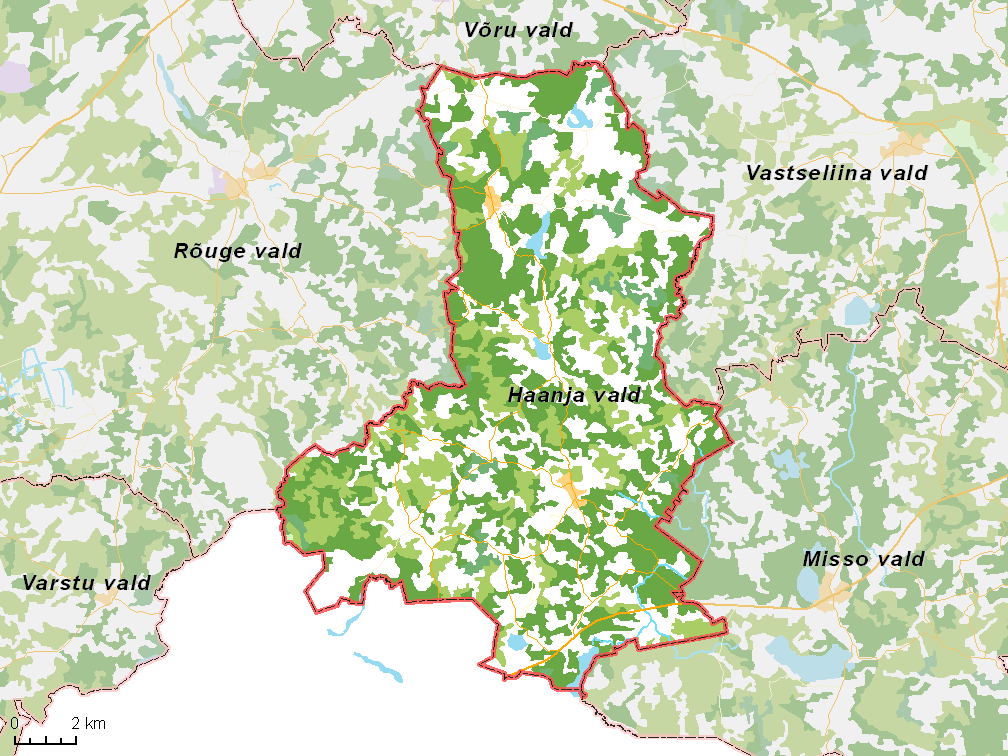
Översiktlig karta över kommunen.

### Klimat
Trakten ingår i den hemiboreala klimatzonen. Årsmedeltemperaturen i trakten är 2 °C. Den varmaste månaden är juli, då medeltemperaturen är 17 °C, och den kallaste är februari, med −12 °C.

## Orter
I Haanja kommun finns 92 byar.

### Byar
- Ala-Palo
- Ala-Suhka
- Ala-Tilga
- Andsumäe
- Haanja (centralort)
- Haavistu
- Hanija
- Holdi
- Horoski
- Hulaku
- Hurda (heter idag Laitsna-Hurda)
- Hämkoti
- Ihatsi
- Jaanimäe
- Kaaratautsa
- Kaldemäe
- Kallaste (heter idag Vodi)
- Kaloga
- Kergatsi
- Kilomani
- Kirbu
- Kotka
- Kriguli
- Kuiandi
- Kuklase
- Kuura
- Kõomäe
- Käänu
- Kääraku
- Külma
- Leoski
- Lillimõisa
- Loogamäe
- Luutsniku
- Lüütsepä
- Mahtja
- Mallika
- Meelaku
- Miilimäe
- Mikita
- Murati
- Mustahamba
- Mäe-Palo
- Mäe-Suhka
- Mäe-Tilga
- Märdimiku
- Naapka
- Palanumäe
- Palli
- Palujüri
- Pausakunnu
- Peedo
- Piipsemäe
- Pillardi
- Plaani
- Plaksi
- Posti
- Preeksa
- Pressi
- Pundi
- Purka
- Puspuri
- Raagi
- Resto
- Rusa
- Ruusmäe
- Saagri
- Saika
- Saluora
- Sarise
- Simula
- Soodi
- Sormuli
- Söödi
- Trolla
- Tsiamäe
- Tsiiruli
- Tsilgutaja
- Tsolli
- Tummelka
- Tuuka
- Tõnkova
- Uue-Saaluse
- Vaalimäe
- Vaarkali
- Vakari
- Vastsekivi
- Vihkla
- Villa
- Vorstimäe
- Vungi
- Vänni

## Kommunikationer
Riksväg 7 (E77) genomkorsar kommunens södra del, där den ansluter till vägnätet i Lettland (A2).

## Turism
I Haanja kommun ligger en del av Haanja naturpark som bland annat inkluderar Estlands (och Baltikums) högsta berg Suur Munamägi. På toppen av berget finns ett utkikstorn som är öppet året runt.

## Galleri

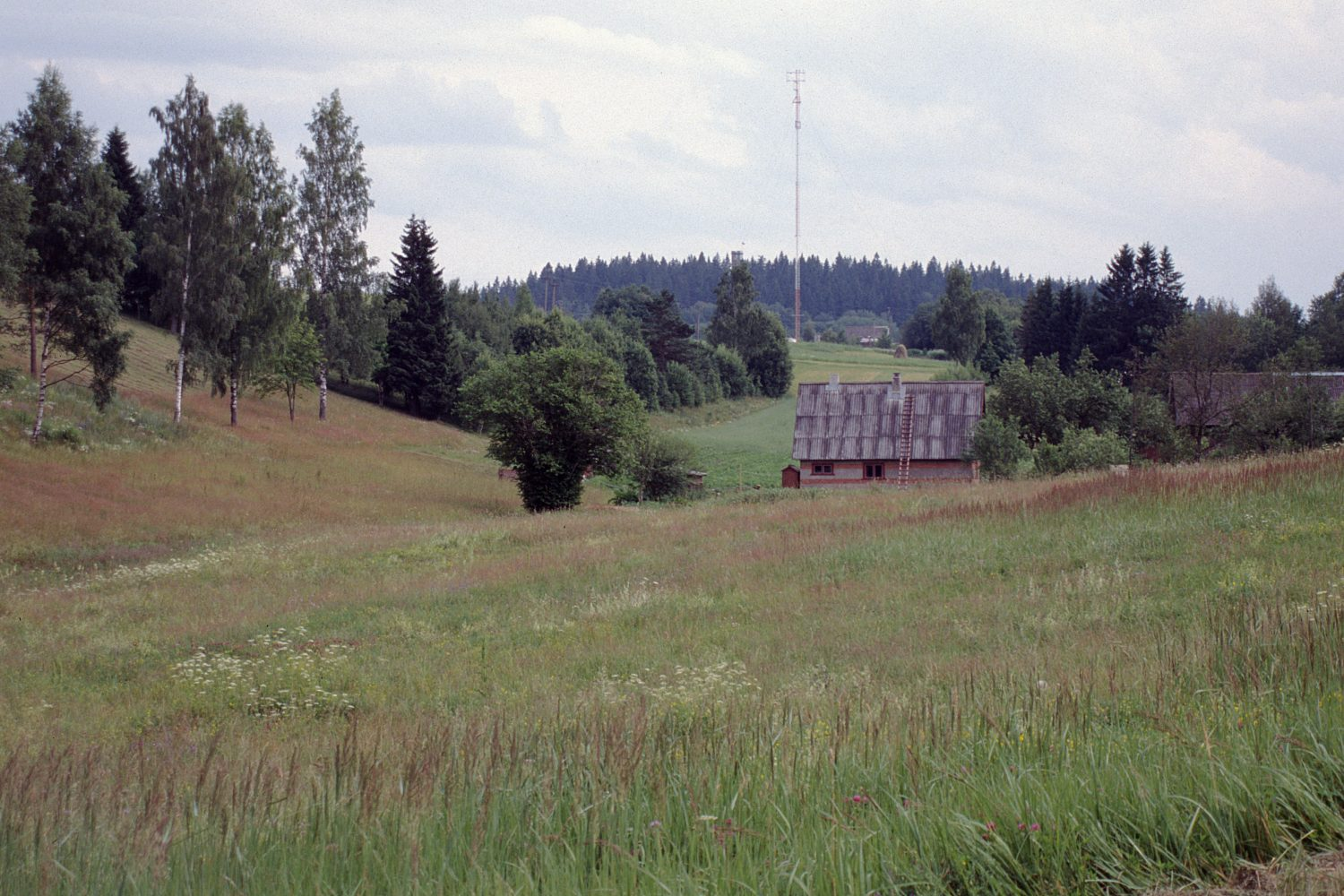
Suur Munamägi.
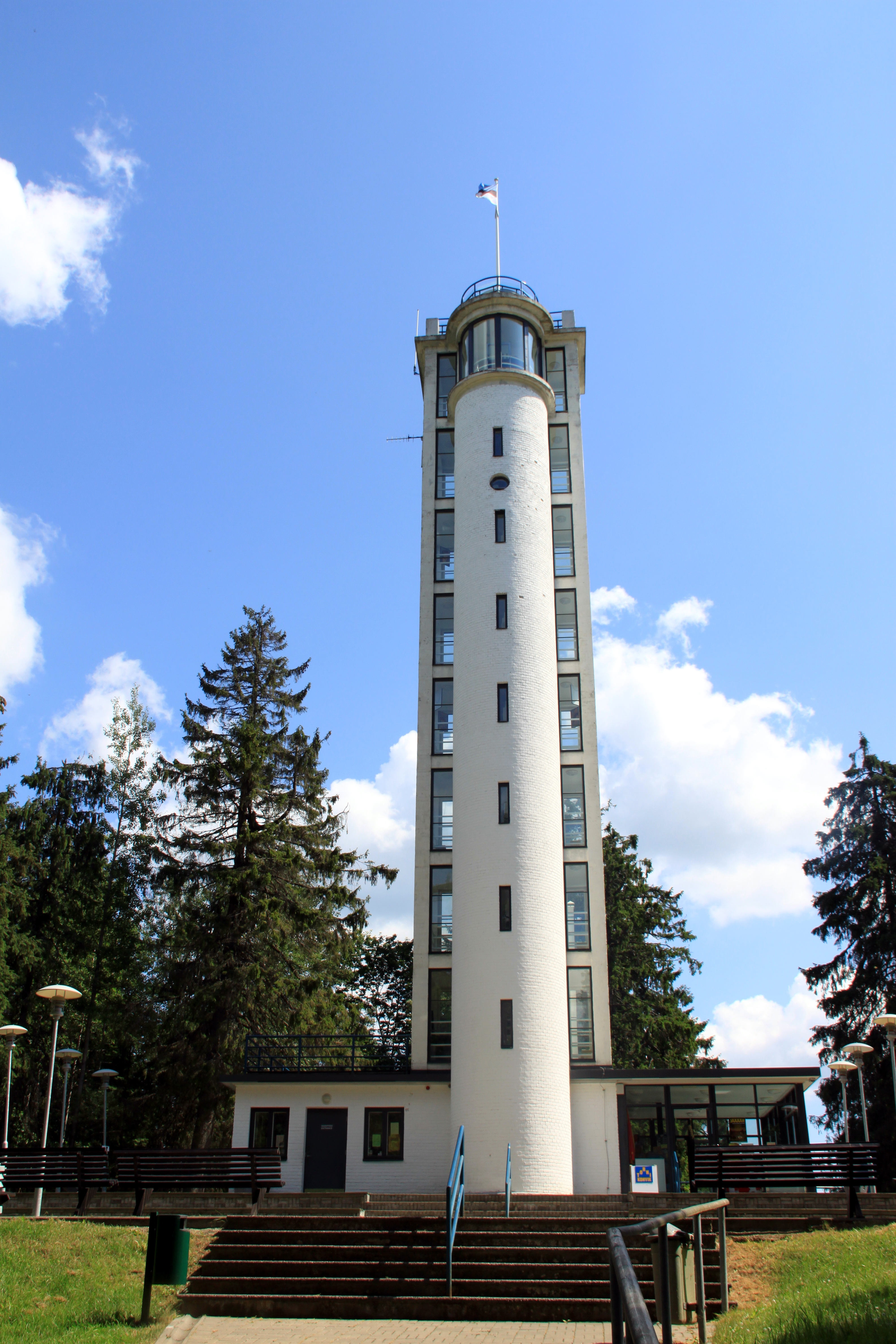
Utsiktstornet på Suur Munamägi
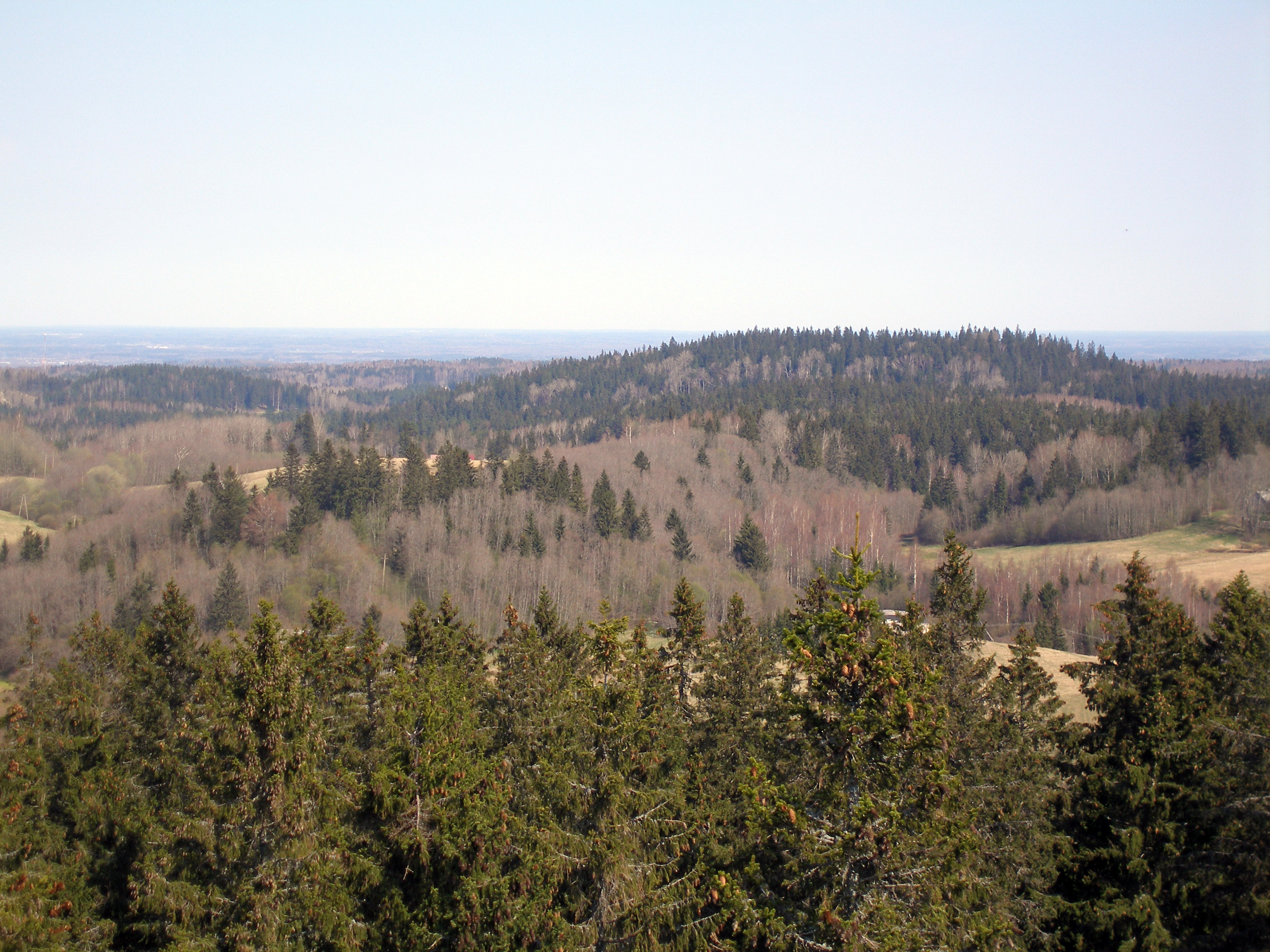
Vy över Haanja högland från utsiktstornet.

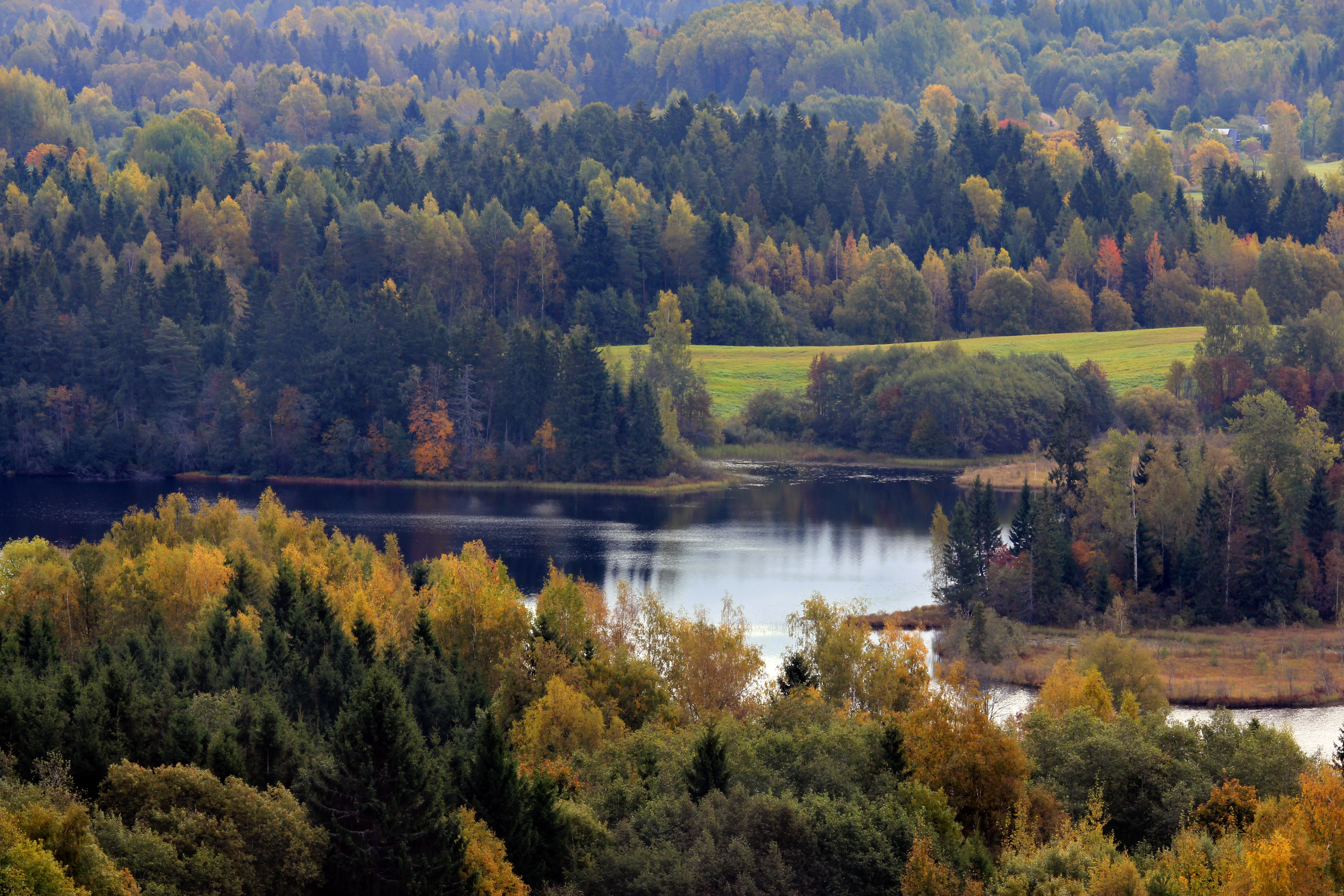
Vaskna järv.
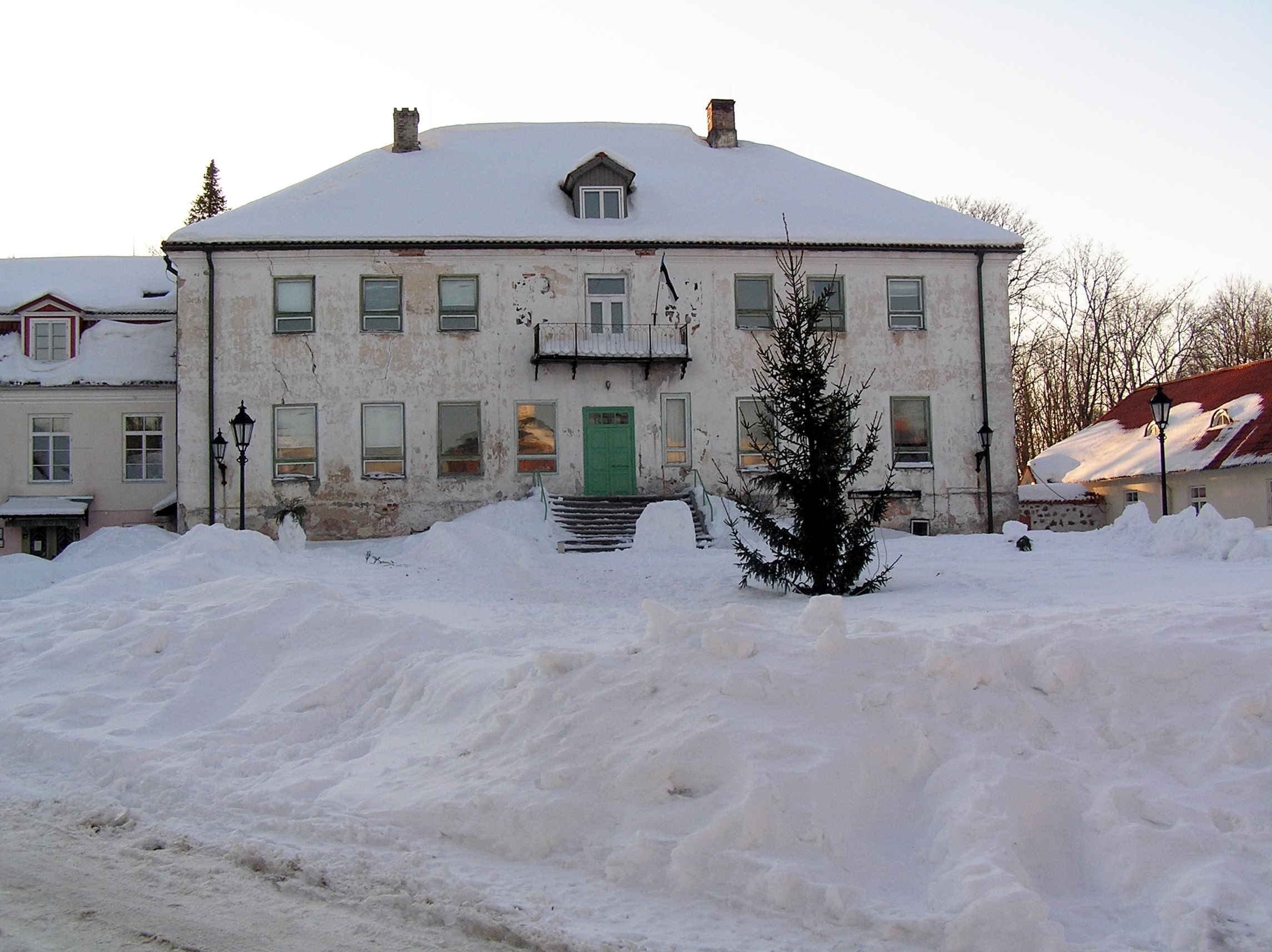
Rogosi herrgård i Ruusmäe.
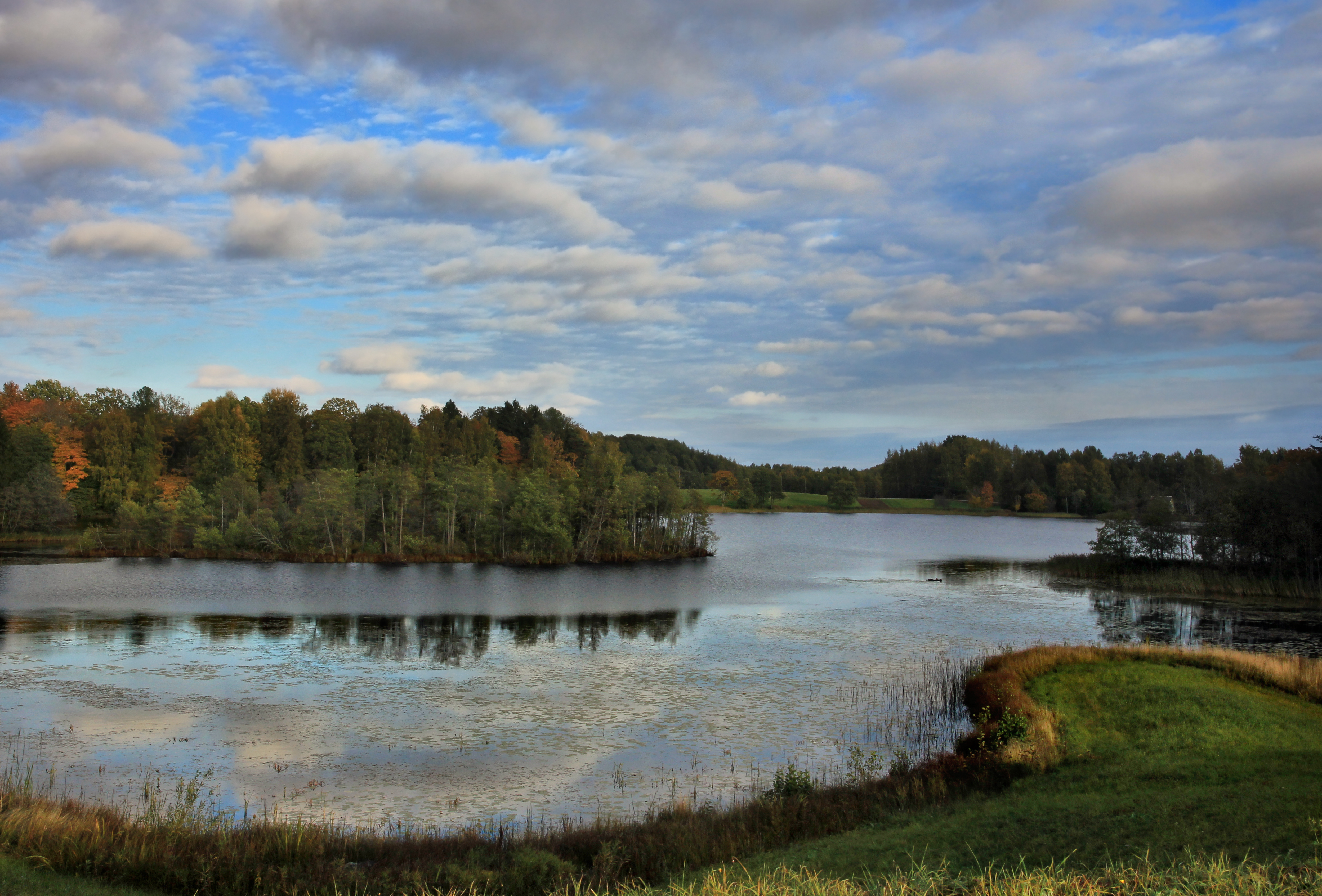
Kavadi järv.

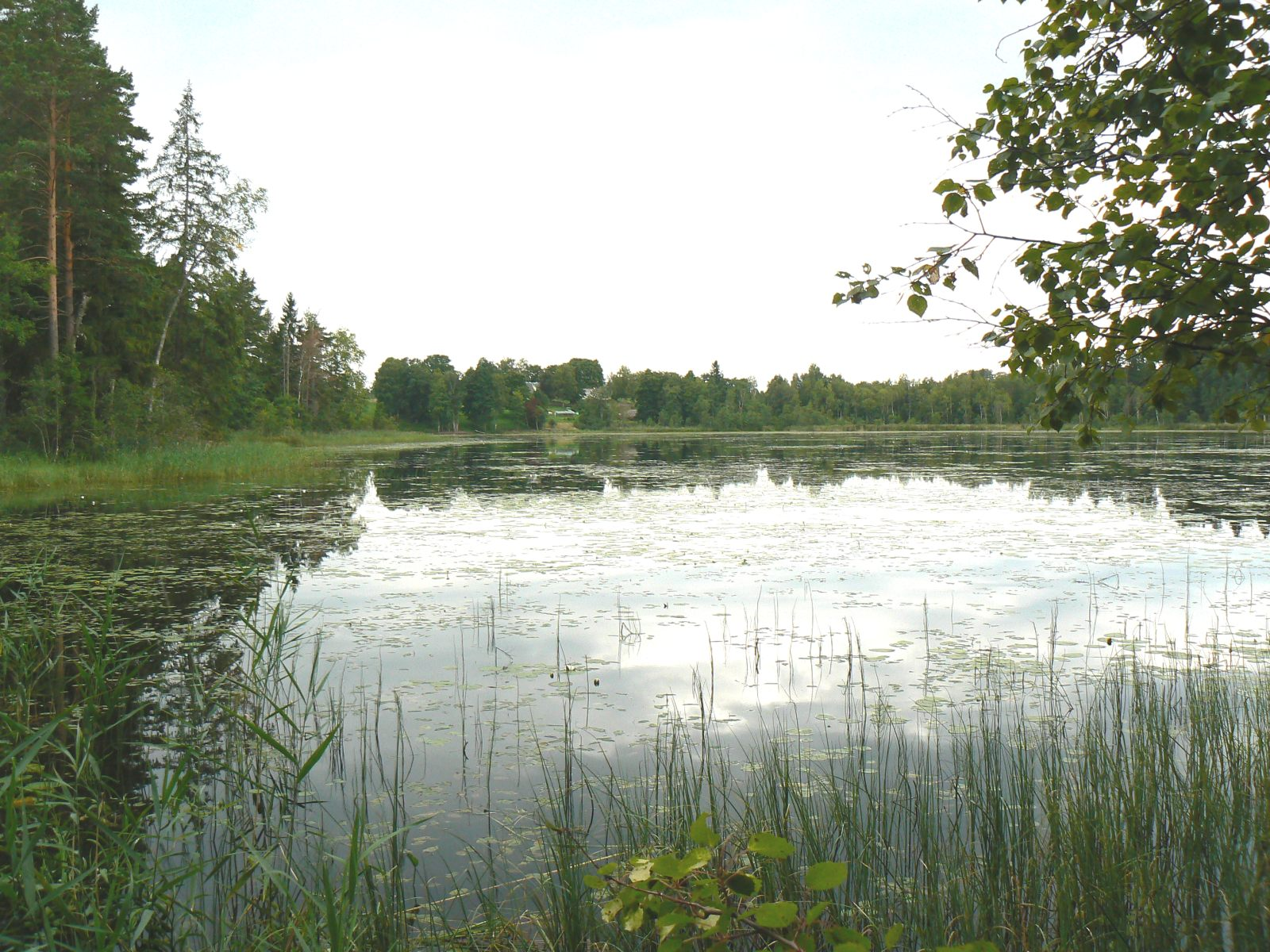
Preeksa järv.
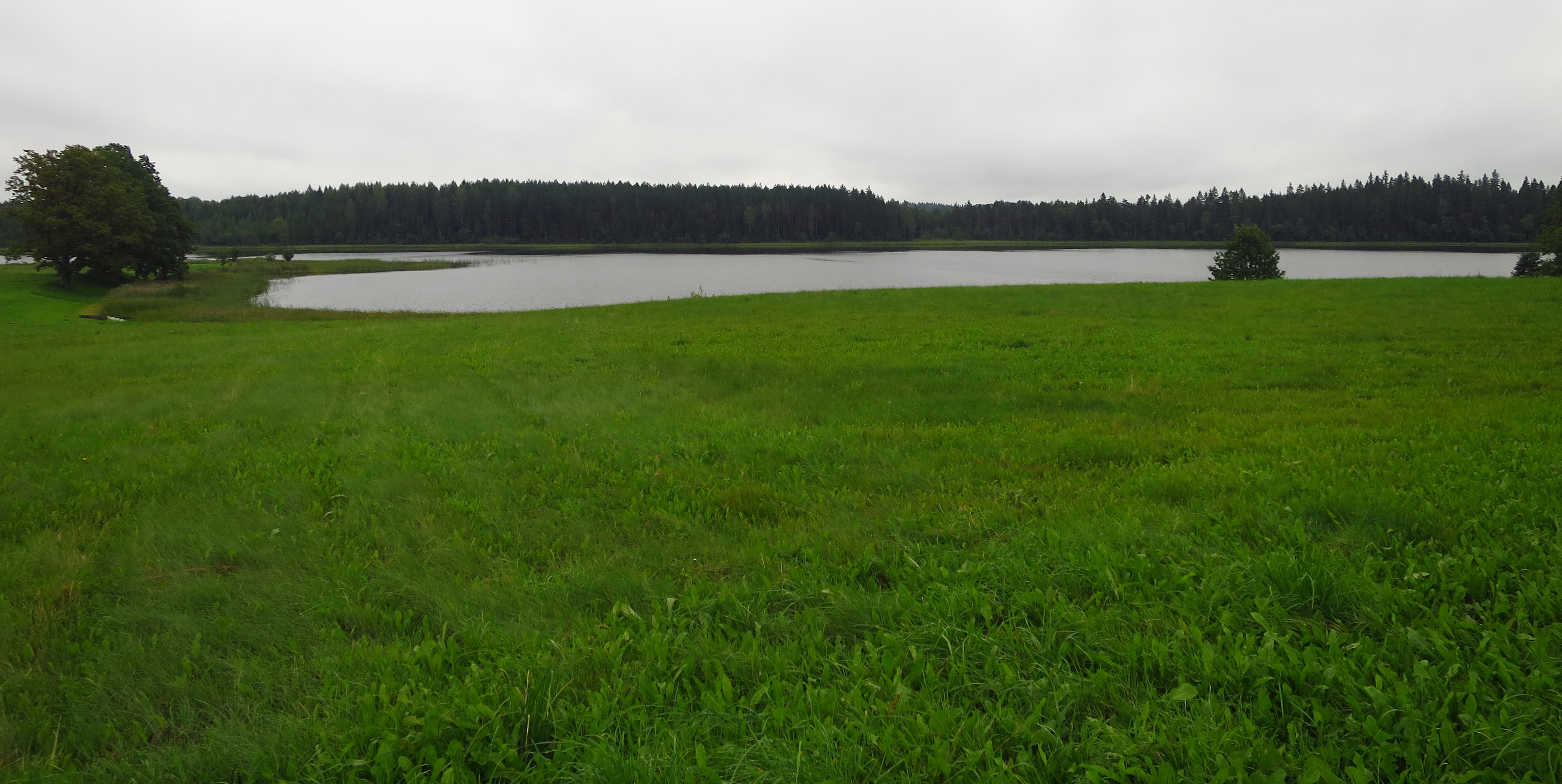
Murati järv.
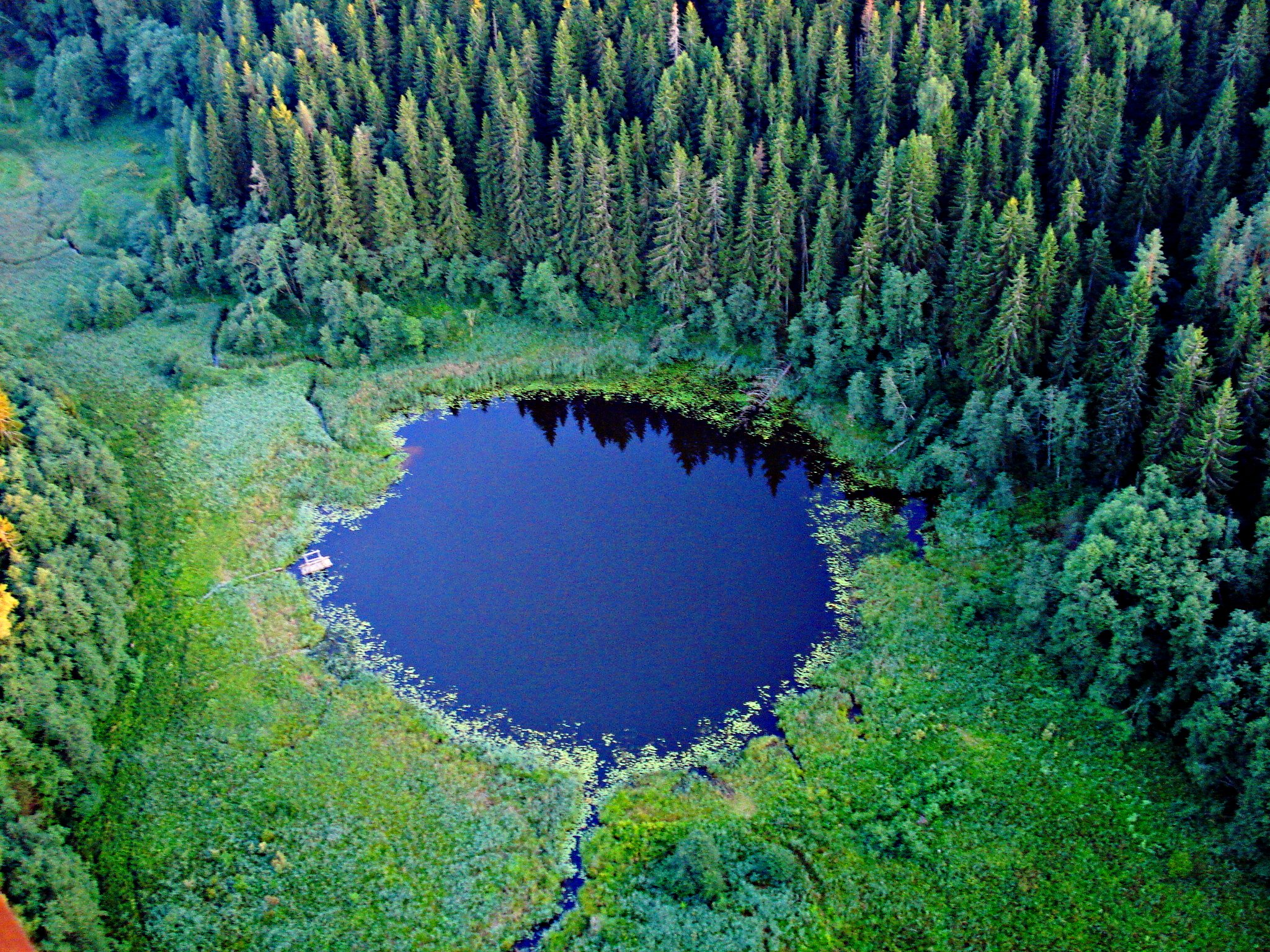
Väikene Kõrbjärv.